# Filmåret 1946

## Årets filmer

### A - G
- Ballongen
- Barbacka
- Befriande eld
- De glada åren
- Den tappres väg
- Det regnar på vår kärlek
- Dolda känslor
- Driver dagg faller regn
- Duell i solen
- Ebberöds bank
- Efter regn kommer solsken
- Eviga länkar
- Flickan och odjuret
- Fåfäng var min dröm
- Försök inte med mej ..!
- Gilda
- Gröna åren, de

### H - N
- Harald Handfaste
- Harvey Girls
- Hotell Kåkbrinken
- Hundra dragspel och en flicka
- I dödens väntrum
- Iris och löjtnantshjärta
- Ivan den förskräcklige II
- Kris
- Kristin kommenderar
- Kvinnor i väntrum
- Kärlek och störtlopp
- Livet är underbart
- Lysande utsikter
- Medan porten var stängd
- Möte i natten
- Night and Day
- Notorious!
- När ängarna blommar

### O - U
- Peggy på vift
- Pengar - en tragikomisk saga
- Rötägg
- Shock
- Skandal på nattexpressen
- Stiliga Augusta
- Sången om Södern
- Ungdom i fara
- Ungdomsfängelset
- Utflykt på landet
- Utpressning

### V - Ö
- Ziegfeld Follies
- Åsa-Hanna[1]

## Födda
- 3 januari – Victoria Principal, amerikansk skådespelare.
- 4 januari – Henric Holmberg, svensk skådespelare och manusförfattare.
- 5 januari – Diane Keaton, amerikansk skådespelare.
- 16 januari – Kabir Bedi, indisk filmskådespelare.
- 19 januari – Dolly Parton, amerikansk skådespelare och sångerska.

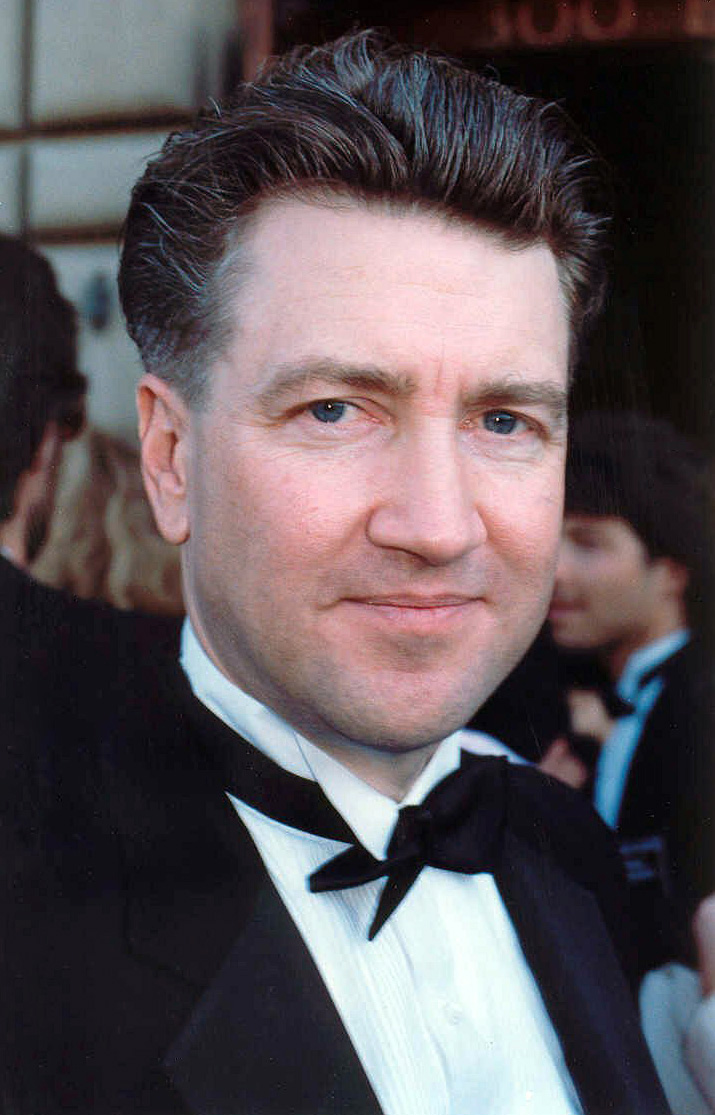
Filmregissören David Lynch föddes den 20 januari.

- 20 januari – David Lynch, amerikansk filmregissör.
- 15 februari – Marisa Berenson, amerikansk skådespelare.
- 17 februari – André Dussollier, fransk skådespelare.
- 21 februari
  - Tyne Daly, amerikansk skådespelare.
  - Anthony Daniels, amerikansk skådespelare.
  - Alan Rickman, brittisk skådespelare.
- 12 mars – Liza Minnelli, amerikansk skådespelare och sångerska.
- 21 mars – Timothy Dalton, brittisk skådespelare.
- 24 mars – Rolf Holmgren, svensk skådespelare och manusförfattare.
- 30 mars – Puck Ahlsell, svensk skådespelare.
- 31 mars – Gunnar Ernblad, svensk skådespelare.
- 3 april – Marisa Paredes, spansk skådespelerska.
- 5 april – Björn Granath, svensk skådespelare.
- 6 april – Viveca Dahlén, svensk skådespelare.
- 19 april – Tim Curry, brittisk skådespelare och sångare.
- 25 april – Talia Shire, amerikansk skådespelare.
- 30 april – Bill Plympton, amerikansk animatör.
- 9 maj – Candice Bergen, amerikansk skådespelare och TV-personlighet.
- 10 maj – Knut Husebø, norsk skådespelare.
- 11 maj – Jonas Bergström, svensk skådespelare.
- 17 maj – Lars Wiik, svensk skådespelare.
- 19 maj – Michele Placido, italiensk skådespelare, manusförfattare och regissör.
- 20 maj – Cher, amerikansk skådespelare och sångerska.
- 21 maj – Lakke Magnusson, svensk skådespelare.
- 1 juni – Brian Cox, skotsk skådespelare.
- 2 juni
  - Lasse Hallström, svensk regissör.
  - Jurij Lederman, svensk skådespelare och teaterregissör.
- 5 juni – Pelle Seth, svensk reklamtecknare, filmare, manusförfattare och regissör.
- 17 juni – Basia Frydman, svensk skådespelare.
- 22 juni – Thomas Roos, svensk skådespelare.
- 6 juli
  - Bo G. Andersson, svensk skådespelare.
  - Sylvester Stallone, amerikansk skådespelare.
- 10 juli – Sue Lyon, amerikansk skådespelare.
- 13 juli – Cheech Marin, amerikansk skådespelare, ena halvan av komikerparet Cheech och Chong.
- 15 juli – Louise Edlind, svensk skådespelare och politiker (fp).
- 18 juli – Rico Rönnbäck, svensk skådespelare.
- 22 juli
  - Danny Glover, amerikansk skådespelare.
  - Paul Schrader, amerikansk filmregissör och manusförfattare.
- 14 augusti – Susan Saint-James, amerikansk skådespelare.
- 15 augusti – Tony Robinson, brittisk skådespelare.
- 15 september
  - Tommy Lee Jones, amerikansk skådespelare.
  - Oliver Stone, amerikansk regissör, manusförfattare, producent och skådespelare.
- 25 september – Johannes Brost, svensk skådespelare.
- 28 september – Jeffrey Jones, amerikansk skådespelare.
- 18 oktober – Howard Shore, kanadensisk filmmusik-kompositör.
- 27 oktober – Ivan Reitman, kanadensisk filmproducent och regissör.
- 31 oktober – Stephen Rea, brittisk skådespelare.
- 6 november – Sally Field, amerikansk skådespelare.
- 8 november – Jan-Erik Emretsson, svensk skådespelare.
- 12 november – Krister Henriksson, svensk skådespelare.
- 25 november – Marika Lindström, svensk skådespelare.
- 11 december – Ulf Isenborg, svensk skådespelare.
- 14 december – Patty Duke, amerikansk skådespelare.
- 20 december – John Spencer, amerikansk skådespelare.

- 18 december

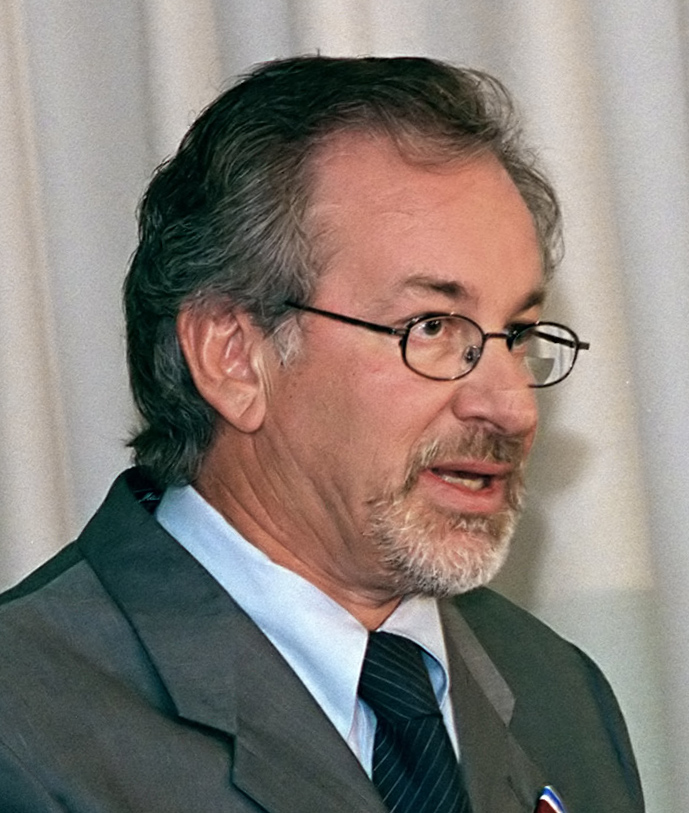
Den oscarsbelönade filmregissören Steven Spielberg föddes den 18 december.

  - Thomas Ryberger, svensk regissör och manusförfattare.
  - Steven Spielberg, amerikansk filmregissör.
- 25 december – Stuart Wilson, brittisk skådespelare.
- 28 december – Charles Koroly, svensk-amerikansk regissör, scenograf och kläddesigner.

## Avlidna
- 8 februari – Miles Mander, 57, brittisk skådespelare, regissör, manusförfattare, romanförfattare och pjäsförfattare.
- 2 maj – Steinar Jøraandstad, 42, norsk skådespelare och sångare.
- 27 maj – Anna Olin, 64, svensk skådespelare.
- 19 juli – Sture Baude, 56, svensk skådespelare.
- 7 augusti – Ferdinand Marian, 43, tysk skådespelare
- 1 november – Nils Ekstam, 53, svensk skådespelare och regissör.
- 1 november – Richard Svanström, 57, svensk skådespelare.
- 9 november – Gabriel Alw, 56, svensk skådespelare och regissör.
- 12 december – Maria Falconetti, 54, fransk skådespelare.

### Fotnoter
1. ↑  IMDB, läst 29 februari 2012